# José Félix Valdivieso y Valdivieso

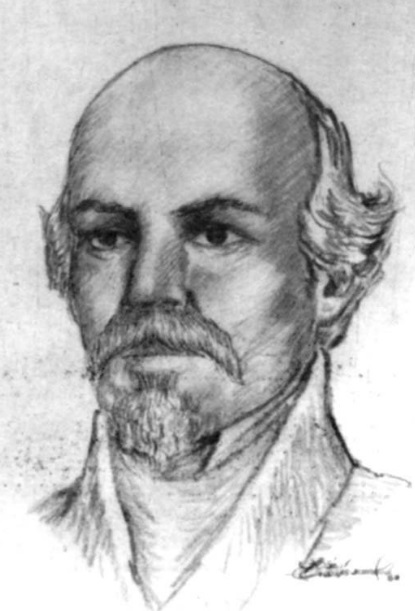
José Félix Valdivieso

José Félix Valdivieso y Valdieviso (Loja, mei 1780 - Quito, 8 juni 1856) was een Ecuadoraans rebellenleider. Hij kwam in opstand tegen president Juan José Flores en leidde als Opperste Leider van 13 juli 1834 tot 18 januari 1835 een tegenregering.